# Hintere Vorstadt

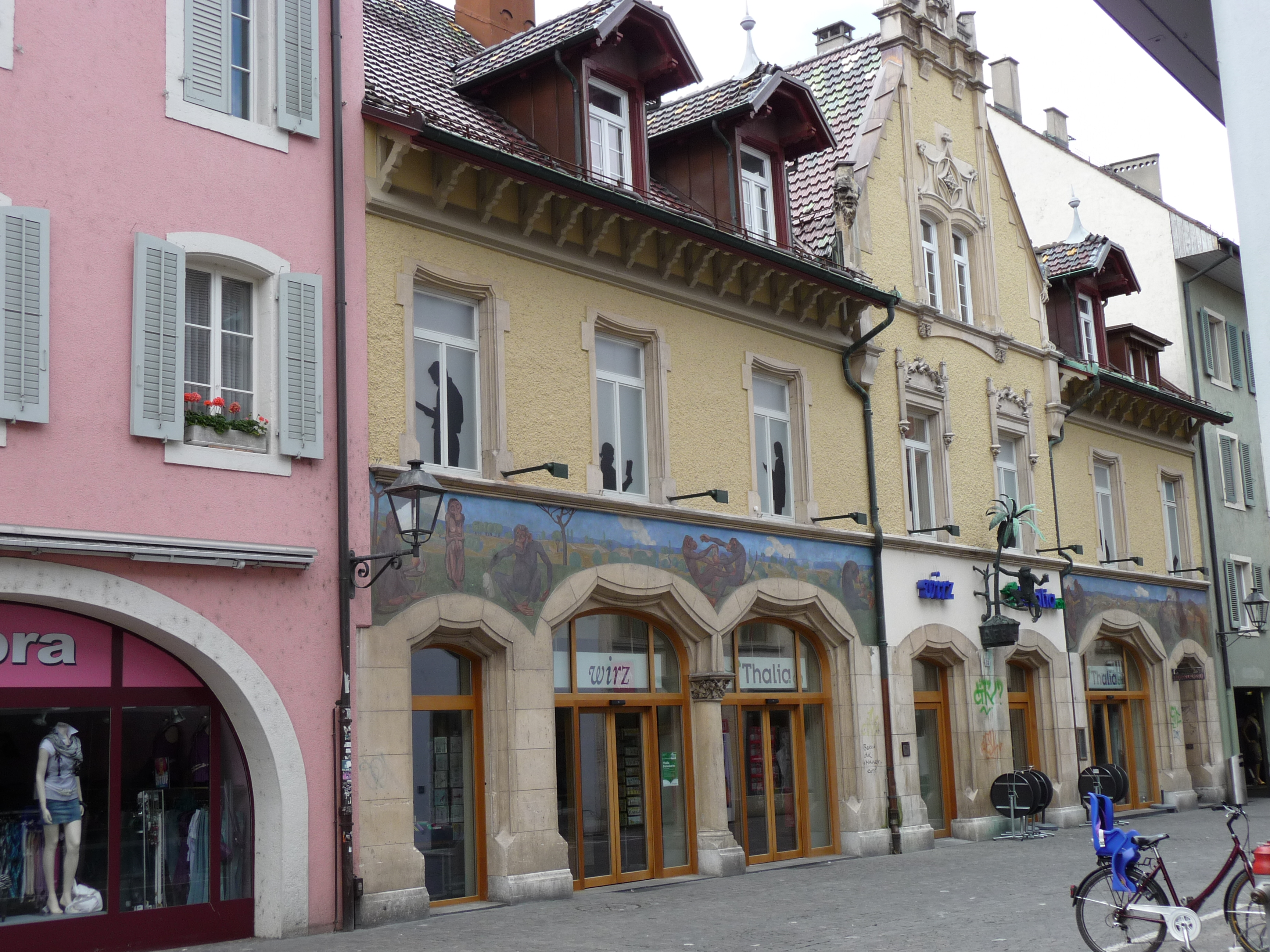
Häuserfront an der Hinteren Vorstadt

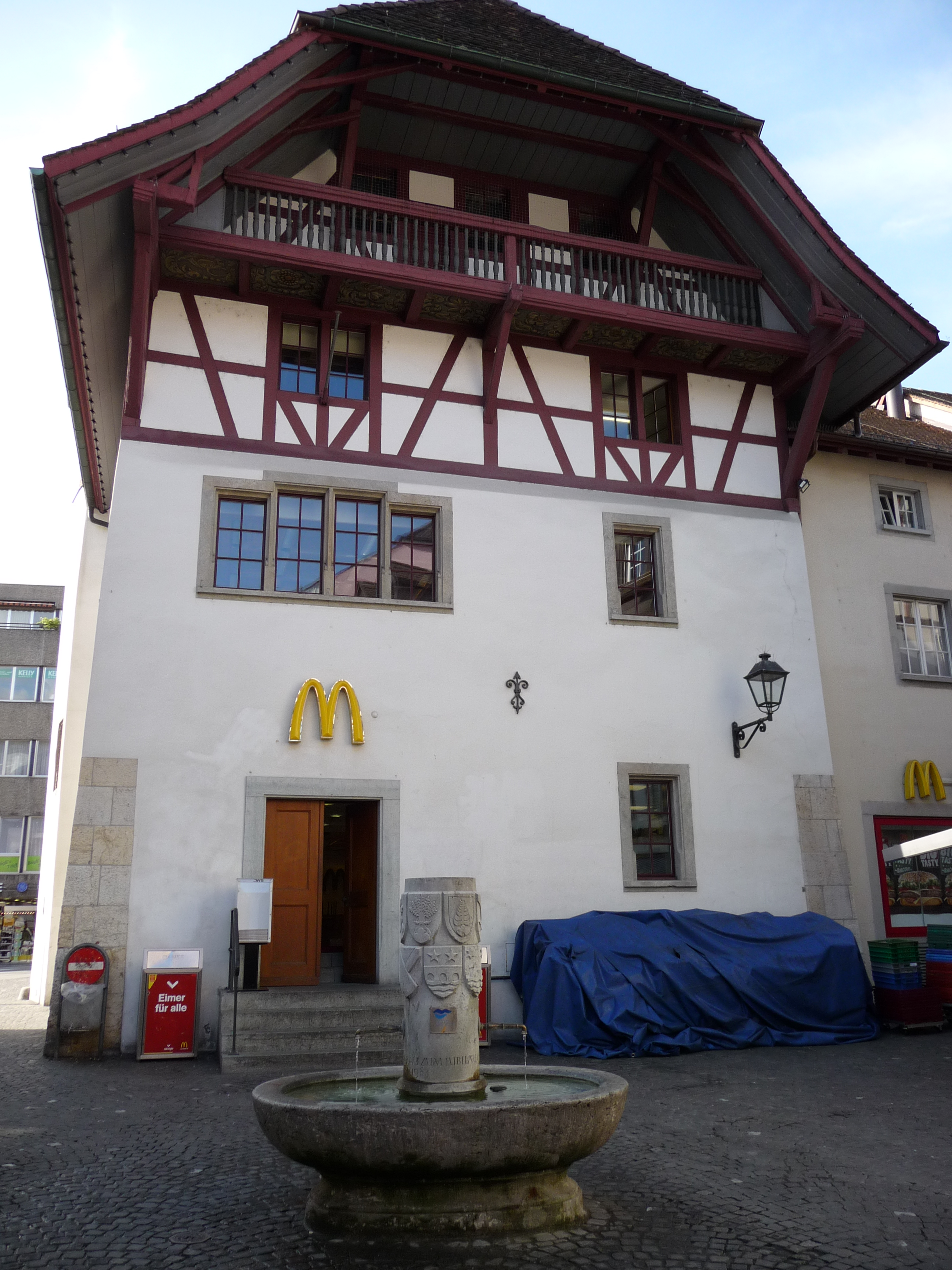
Die Obere Mühle bildet den Abschluss der Hinteren Vorstadt

Die Hintere Vorstadt ist eine Strasse in der Stadt Aarau. Sie verläuft parallel zur westlich davon gelegenen Vorderen Vorstadt, mit der sie auch die Entstehungsgeschichte teilt.

## Lage
Der südliche Abschluss der Hinteren Vorstadt bildet die Obere Mühle, welche die Strasse zur Bahnhofstrasse hin abriegelt, sodass östlich des Gebäudes nur ein kleiner Durchgang besteht. Wie durch die Vordere Vorstadt führte auch durch die Hintere Vorstadt ein Teil des Stadtbachs. Dieser wurde allerdings nicht in der Strassenmitte geführt, sondern entlang der westlichen Gebäudefront. Das Wasser dieses Teils des Stadtbaches trieb zuvor die Obere Mühle an und wurde am anderen Ende der Strasse in einem steinernen Känel über den Stadtgraben in die Altstadt geführt. Heute ist dieser Teil des Stadtbaches unterirdisch geführt.
Die Strasse ist verkehrsberuhigt, die Zufahrt mit Motorfahrzeugen ist nur von Norden über den Graben und durch die in östlicher Richtung abgehende Igelweid möglich. 

## Bebauung
Die mittelalterliche Bebauung ist nur noch teilweise vorhanden, vor allem an der östlichen Strassenseite sind einige moderne Bauten entstanden. Trotzdem finden sich auch hier die für Aarau typischen Altstadthäuser mit Ründen und bemalten Dachunterseiten.
An der Westseite wurde anstelle zweier Gebäude 1904 das Restaurant Affenkasten erbaut, das mit seiner bemalten Front und seiner neugotischen Fassade einen optischen Schwerpunkt in der Strasse bildet. Südlich neben dem Affenkasten befindet sich das im 19. Jahrhundert erbaute ehemalige Amthaus, das ursprünglich als Kaserne diente und zwischen 1825 und 1835 für eine Gewerbeschule und zwischen 1835 und 1875 für eine Knabenschule genutzt wurde. Es war nur zwischen 1875 und 1936 das Amthaus des Bezirkes Aarau, bis man das heutige Amthaus an der Laurenzenvorstadt bezog. Heute beherbergt es im Erdgeschoss einen Kleiderladen.